# Espectrometria de massa por plasma acoplado indutivamente
Espectrometria de massa por plasma acoplado indutivamente (em inglês: Inductively coupled plasma mass spectrometry, ou ICP-MS) é um tipo de espectrometria de massa que é capaz de detectar metais e diversos não-metais em concentrações tão baixas como uma parte em 1015 (parte por mil biliões) em determinados isótopos. A técnica envolve a ionização da amostra com plasma acoplado indutivamente e a utilização de um espectómetro de massa para separar e quantificar esses iões.